# The Dawn of Understanding
Pour plus de détails, voir Fiche technique et Distribution.
The Dawn of Understanding est un film américain de Charles R. Seeling et David Smith, sorti en 1918.

## Fiche technique
- Titre français : The Dawn of Understanding
- Réalisation : Charles R. Seeling et David Smith
- Scénario : Edward J. Montagne d'après une nouvelle de Bret Harte
- Photographie : Charles R. Seeling et Max Dupont
- Pays de production : États-Unis
- Format : Noir et blanc - 1,33:1 - Film muet
- Genre : western
- Durée : 50 minutes
- Date de sortie : 1918

## Distribution
- Bessie Love : Sue Prescott
- George A. Williams (en) : Silas Prescott
- John Gilbert : Ira Beasley
- J. Frank Glendon : Jim Wynd
- George Kunkel : Sheriff Jack Scott
- Jacob Abrams : Parson Davies